# Пэрство Англии
Пэрство Англии (англ. Peerage of England) включает в себя все пэрства, созданные в королевстве Англии до Акта об унии 1707 года, когда пэрства Англии и Шотландии были заменены одним пэрством Великобритании.
До принятия Акта о Палате лордов 1999 года все пэры Англии могли заседать в Палате лордов. Пэрессам Англии (женщинам — обладательницам титула пэра) были предоставлены места только с принятием Акта о Пэрстве 1963 года.
Рангами английского пэрства, в порядке убывания, являются герцог, маркиз, граф, виконт и барон. В то время как большинство новых английских пэрств ведут свою родословную и передаются только по мужской линии, многие из более старых (особенно старинных баронств) могут вести свою родословную и передаваться через женщин. По английскому праву наследования все дочери являются сонаследниками, поэтому многие старые титулы английского пэрства попали в состоянии неопределённости между различными женскими сонаследниками.
Баронеты, хотя и являются держателями наследственных титулов, не являются пэрами и им не присваивается дворянство. Рыцари, Дамы и держатели прочих наследственных наград, знаков отличий и медалей Соединённого королевства также не являются пэрами.
В следующей таблице каждый пэр указан в списке, только если у него или у неё высший английский титул, показываются высшие или равные титулы в других пэрствах.

## Герцоги в пэрстве Англии
См. также Список герцогских титулов Британских островов
| Титул               | Создание                                                    | Другие герцогские титулы                                                             |
| ------------------- | ----------------------------------------------------------- | ------------------------------------------------------------------------------------ |
| Герцог Корнуольский | с 1337 года всегда держится старшим сыном правящего монарха | герцог Ротсей в пэрстве Шотландии                                                    |
| Герцог Ирландии     | с 1386 года                                                 | титул конфискован в 1388 году                                                        |
| Герцог Норфолк      | с 1483 года — первый герцог Англии                          |                                                                                      |
| Герцог Сомерсет     | с 1547 года                                                 |                                                                                      |
| Герцог Ричмонд      | с 1675 года                                                 | герцог Леннокс в пэрстве Шотландии; герцог Гордон в пэрстве Соединённого королевства |
| Герцог Графтон      | с 1675 года                                                 |                                                                                      |
| Герцог Бофорт       | с 1682 года                                                 |                                                                                      |
| Герцог Сент-Олбанс  | с 1684 года                                                 |                                                                                      |
| Герцог Бедфорд      | с 1694 года                                                 |                                                                                      |
| Герцог Девонширский | с 1694 года                                                 |                                                                                      |
| Герцог Мальборо     | с 1702 года                                                 |                                                                                      |
| Герцог Ратленд      | с 1703 года                                                 |                                                                                      |

## Маркизы в пэрстве Англии
См. также Список маркизатов Британских островов
| Титул            | Создание                           | Другие титулы |
| ---------------- | ---------------------------------- | ------------- |
| Маркиз Уинчестер | с 1551 года — первый маркиз Англии |               |

## Графы в пэрстве Англии
См. также Список графских титулов Британских островов
| Титул                     | Создание                                           | Другие графские или высшие титулы                                       |
| ------------------------- | -------------------------------------------------- | ----------------------------------------------------------------------- |
| Граф Девон                | с 1335 года; с 1485 года; с 1511 года; с 1553 года |                                                                         |
| Граф Шрусбери             | с 1442 года                                        | граф Толбот в пэрстве Великобритании; граф Уотерфорд в пэрстве Ирландии |
| Граф Дерби                | с 1485 года                                        |                                                                         |
| Граф Хантингдон           | с 1529 года                                        |                                                                         |
| Граф Пембрук и Монтгомери | с 1551 года; и с 1605 года                         |                                                                         |
| Граф Линкольн             | с 1572 года                                        |                                                                         |
| Граф Саффолк и Беркшир    | с 1603 года; и с 1626 года                         |                                                                         |
| Граф Эксетер              | с 1605 года                                        | маркиз Эксетер в пэрстве Соединённого королевства                       |
| Граф Солсбери             | с 1605 года                                        | маркиз Солсбери в пэрстве Великобритании                                |
| Граф Нортгемптон          | с 1618 года                                        | маркиз Нортгемптон в пэрстве Соединённого королевства                   |
| Граф Денби                | с 1622 года                                        | граф Десмонд в пэрстве Ирландии                                         |
| Граф Уэстморленд          | с 1624 года                                        |                                                                         |
| Граф Манчестер            | с 1626 года                                        | герцог Манчестер в пэрстве Великобритании                               |
| Граф Линдси и Абингдон    | с 1626 года; и с 1682 года                         |                                                                         |
| Граф Уинчилси и Ноттингем | с 1628 года; и с 1681 года                         |                                                                         |
| Граф Сэндвич              | с 1660 года                                        |                                                                         |
| Граф Эссекс               | с 1661 года                                        |                                                                         |
| Граф Кардиган             | с 1661 года                                        | маркиз Эйлсбери в пэрстве Соединённого королевства                      |
| Граф Карлайл              | с 1661 года                                        |                                                                         |
| Граф Донкастер            | с 1663 года                                        | Герцог Баклю и Куинсберри в пэрстве Шотландии                           |
| Граф Шефтсбери            | с 1672 года                                        |                                                                         |
| Граф Портленд             | с 1689 года                                        |                                                                         |
| Граф Скарборо             | с 1690 года                                        |                                                                         |
| Граф Албемарл             | с 1697 года                                        |                                                                         |
| Граф Ковентри             | с 1697 года                                        |                                                                         |
| Граф Джерси               | с 1697 года                                        |                                                                         |
| Граф Чамли                | с 1706 года                                        | маркиз Чамли в пэрстве Соединённого королевства                         |

## Виконты в пэрстве Англии
См. также Список виконтских титулов Британских островов
| Титул           | Создание                           | Другие виконтские или высшие титулы      |
| --------------- | ---------------------------------- | ---------------------------------------- |
| Виконт Херефорд | с 1550 года — первый виконт Англии |                                          |
| Виконт Таунсенд | с 1682 года                        | маркиз Таунсенд в пэрстве Великобритании |
| Виконт Вэймут   | с 1682 года                        | маркиз Бат в пэрстве Великобритании      |

## Бароны в пэрстве Англии
См. также Список баронских титулов Британских островов
| Титул                                  | Создание                                        | Другие баронские или высшие титулы                                                            |
| -------------------------------------- | ----------------------------------------------- | --------------------------------------------------------------------------------------------- |
| Барон де Рос                           | с 1264 года — первый барон Англии               |                                                                                               |
| Барон ле Диспенсер                     | с 1264 года                                     | виконт Фалмут в пэрстве Великобритании                                                        |
| Барон Моубрей, Сегрейв и Стортон       | с 1283 года; и с 1295 года; а также с 1448 года |                                                                                               |
| Барон Грей де Уилтон                   | с 1295 года                                     |                                                                                               |
| Барон Гастингс                         | с 1295 года                                     |                                                                                               |
| Барон Невилл из Рэби                   | с 1295 года                                     | граф Уэстморленд                                                                              |
| Барон Фицуолтер                        | с 1295 года                                     |                                                                                               |
| Барон Клинтон                          | с 1299 года                                     |                                                                                               |
| Барон де Ла Варр                       | с 1299 года                                     | граф де Ла Варр в пэрстве Великобритании                                                      |
| Барон де Клиффорд                      | с 1299 года                                     |                                                                                               |
| Барон Куртене                          | с 1299 года                                     | граф Девон                                                                                    |
| Барон Стрейндж, Хангерфорд и де Молинс | с 1299 года; и с 1426 года; а также с 1445 года | виконт Сент-Дэвидс в пэрстве Соединённого королевства                                         |
| Барон Зуш                              | с 1308 года                                     |                                                                                               |
| Баронесса Уиллоуби де Эрзби            | с 1313 года                                     |                                                                                               |
| Барон Страболджи                       | с 1318 года                                     |                                                                                               |
| Барон Дакр                             | с 1321 года                                     |                                                                                               |
| Баронесса Грей из Ратина               | с 1324 года                                     |                                                                                               |
| Барон Дарси из Кнайта                  | с 1332 года                                     |                                                                                               |
| Барон Кромвель                         | с 1375 года                                     |                                                                                               |
| Барон Камойс                           | с 1383 года                                     |                                                                                               |
| Барон Грей из Коднора                  | с 1397 года                                     |                                                                                               |
| Барон Беркли                           | с 1421 года                                     | лорд Гитербок пожизненный в пэрстве Соединённого королевства                                  |
| Барон Латимер                          | с 1432 года                                     |                                                                                               |
| Барон Дадли                            | с 1440 года                                     |                                                                                               |
| Барон Сэй и Сил                        | с 1447 года                                     |                                                                                               |
| Баронесса Бернерс                      | с 1455 года                                     |                                                                                               |
| Барон Герберт                          | с 1461 года                                     |                                                                                               |
| Барон Уиллоуби де Брок                 | с 1491 года                                     |                                                                                               |
| Барон Вокс из Херроудена               | с 1523 года                                     |                                                                                               |
| Баронесса Брей                         | с 1529 года                                     |                                                                                               |
| Барон Виндзор                          | с 1529 года                                     | граф Плимут в пэрстве Соединённого королевства                                                |
| Барон Бург                             | с 1529 года                                     |                                                                                               |
| Барон Уортон                           | с 1544 года                                     |                                                                                               |
| Барон Говард из Эффингема              | с 1554 года                                     | граф Эффингем в пэрстве Соединённого королевства                                              |
| Барон Сент-Джон из Блетсо              | с 1559 года                                     |                                                                                               |
| Баронесса Говард де Уолден             | с 1597 года                                     |                                                                                               |
| Барон Петре                            | с 1603 года                                     |                                                                                               |
| Барон Клифтон                          | с 1608 года                                     | граф Дарнли в пэрстве Ирландии                                                                |
| Барон Дормер                           | с 1615 года                                     |                                                                                               |
| Барон Тенем                            | с 1616 года                                     |                                                                                               |
| Барон Брук                             | с 1621 года                                     | граф Брук и Уорик в пэрстве Великобритании                                                    |
| Барон Крейвен                          | с 1626 года                                     | граф Крейвен в пэрстве Великобритании                                                         |
| Барон Стрейндж                         | с 1628 года                                     |                                                                                               |
| Барон Стаффорд                         | с 1640 года                                     |                                                                                               |
| Барон Байрон                           | с 1643 года                                     |                                                                                               |
| Барон Уорд                             | с 1644 года                                     | граф Дадли в пэрстве Соединённого королевства                                                 |
| Барон Лукас                            | с 1663 года                                     | лорд Дингуолл в пэрстве Шотландии                                                             |
| Баронесса Арлингтон                    | с 1665 года                                     |                                                                                               |
| Барон Клиффорд из Чадли                | с 1672 года                                     |                                                                                               |
| Барон Гилфорд                          | с 1683 года                                     | граф Гилфорд в пэрстве Великобритании                                                         |
| Барон Уолдегрейв                       | с 1683 года                                     | граф Уолдегрейв в пэрстве Великобритании                                                      |
| Барон Барнард                          | с 1698 года                                     |                                                                                               |
| Барон Гернси                           | с 1703 года                                     | граф Эйлсфорд в пэрстве Великобритании                                                        |
| Барон Гоуэр                            | с 1703 года                                     | герцог Сазерленд в пэрстве Соединённого королевства; маркиз Стаффорд в пэрстве Великобритании |
| Барон Конвэй                           | с 1703 года                                     | маркиз Хартфорд в пэрстве Великобритании                                                      |
| Барон Херви                            | с 1703 года                                     | маркиз Бристоль в пэрстве Соединённого королевства; граф Бристоль в пэрстве Великобритании    |